# Campionato mondiale di hockey su ghiaccio Under-20 2008
Il 32º Campionato mondiale di hockey su ghiaccio U-20 è stato assegnato dall'International Ice Hockey Federation alla Repubblica Ceca, che lo ha ospitato nelle città di Pardubice e Liberec nel periodo tra il 26 dicembre 2007 e il 5 gennaio 2008. Questa è la terza volta che il torneo viene ospitato nel paese dopo i campionati del 1994 e del 2002; invece quando esisteva ancora la Cecoslovacchia il mondiale U20 si era svolto in due occasioni, nel 1977 e nel 1987. Nella finale svoltasi a Pardubice, già sede della finale del 2002, il Canada ha sconfitto la Svezia per 3-2 all'overtime e si è aggiudicato il quarto titolo consecutivo, portando il numero di successi a quattordici.

## Campionato di gruppo A

### Stadi
- La ČEZ Arena di Pardubice è stata costruita nel 1960 e rinnovata nel 2001. Ospita le partite casalinghe dell'HC Pardubice e ha 10.149 posti a sedere; ha ospitato inoltre alcuni incontri dell'ultimo mondiale U20 svoltosi in Repubblica Ceca nel 2002.
- La Tipsport Arena di Liberec è stata costruita nel 2005, ospita i match interni dell'HC Bílí Tygři Liberec e può ospitare fino a 7.500 spettatori.

### Partecipanti
Al torneo prendono parte 10 squadre:
| 7 dall'Europa     | Danimarca  | Finlandia   | Rep. Ceca | Russia |  |
| 7 dall'Europa     | Slovacchia | Svezia      | Svizzera  |        |  |
| 2 dal Nordamerica | Canada     | Stati Uniti |           |        |  |
| 1 dall'Asia       | Kazakistan |             |           |        |  |

### Gironi preliminari
Le dieci squadre partecipanti sono state divise in due gironi da 5 cinque squadre ciascuno: le compagini che si classificano al primo posto nel rispettivo girone si qualificano direttamente alle semifinali. La seconda e la terza classifica di ciascun raggruppamento disputano invece i quarti di finale. La quarta e la quinta giocano infine un ulteriore girone al termine del quale le ultime due classificate vengono retrocesse in Prima Divisione.

#### Girone A
| Pardubice 26 dicembre 2007, ore 16:00 UTC+1 | Svezia | 4 – 3 (2-1; 0-0; 2-2) referto | Slovacchia | ČEZ Arena (7.692 spett.) |

| Pardubice 26 dicembre 2007, ore 20:00 UTC+1 | Rep. Ceca | 0 – 3 (0-0; 0-1; 0-2) referto | Canada | ČEZ Arena (10.057 spett.) |

| Pardubice 27 dicembre 2007, ore 16:00 UTC+1 | Slovacchia | 0 – 2 (0-0; 0-1; 0-1) referto | Canada | ČEZ Arena (3.657 spett.) |

| Pardubice 27 dicembre 2007, ore 20:00 UTC+1 | Rep. Ceca | 5 – 2 (3-0; 1-2; 1-0) referto | Danimarca | ČEZ Arena (3.260 spett.) |

| Pardubice 28 dicembre 2007, ore 18:00 UTC+1 | Danimarca | 1 – 10 (1-2; 0-4; 0-4) referto | Svezia | ČEZ Arena (654 spett.) |

| Pardubice 29 dicembre 2007, ore 16:00 UTC+1 | Slovacchia | 2 – 5 (0-2; 1-2; 1-1) referto | Rep. Ceca | ČEZ Arena (10.194 spett.) |

| Pardubice 29 dicembre 2007, ore 20:00 UTC+1 | Canada | 3 – 4 (1-0; 0-0; 2-4) referto | Svezia | ČEZ Arena (8.547 spett.) |

| Pardubice 30 dicembre 2007, ore 18:00 UTC+1 | Danimarca | 3 – 4 (0-1; 0-2; 3-1) referto | Slovacchia | ČEZ Arena (468 spett.) |

| Pardubice 31 dicembre 2007, ore 14:00 UTC+1 | Svezia | 4 – 2 (1-0; 2-0; 1-2) referto | Rep. Ceca | ČEZ Arena (6.272 spett.) |

| Pardubice 31 dicembre 2007, ore 18:00 UTC+1 | Canada | 4 – 1 (2-0; 1-0; 1-1) referto | Danimarca | ČEZ Arena (1.158 spett.) |

| Pos. |            | PG | V | VOT | POT | P | GF | GS | DR  | Pt | Accede a             |
| 1.   | Svezia     | 4  | 4 | 0   | 0   | 0 | 22 | 9  | +13 | 12 | Semifinali           |
| 2.   | Canada     | 4  | 3 | 0   | 0   | 1 | 12 | 5  | +7  | 9  | Quarti di finale     |
| 3.   | Rep. Ceca  | 4  | 2 | 0   | 0   | 2 | 12 | 11 | +1  | 6  | Quarti di finale     |
| 4.   | Slovacchia | 4  | 1 | 0   | 0   | 3 | 9  | 14 | -5  | 3  | Girone Retrocessione |
| 5.   | Danimarca  | 4  | 0 | 0   | 0   | 4 | 7  | 23 | -16 | 0  | Girone Retrocessione |

#### Girone B
| Liberec 26 dicembre 2007, ore 16:00 UTC+1 | Stati Uniti | 5 – 1 (1-1; 3-0; 1-0) referto | Kazakistan | Tipsport Arena (1.029 spett.) |

| Liberec 26 dicembre 2007, ore 20:00 UTC+1 | Finlandia | 4 – 7 (2-1; 0-4; 2-2) referto | Russia | Tipsport Arena (1.720 spett.) |

| Liberec 27 dicembre 2007, ore 16:00 UTC+1 | Kazakistan | 4 – 5 (2-0; 1-4; 1-1) referto | Russia | Tipsport Arena (796 spett.) |

| Liberec 27 dicembre 2007, ore 20:00 UTC+1 | Finlandia      | 3 – 3 (d.t.s.) (1-2; 1-0; 1-1; 0-0) referto | Svizzera | Tipsport Arena (980 spett.) |
| Shootout 1 – 0                            |                |                                             |          |                             |
|                                           |                |                                             |          |                             |
|                                           | Shootout 1 – 0 |                                             |          |                             |

| Liberec 28 dicembre 2007, ore 18:00 UTC+1 | Svizzera | 2 – 4 (0-1; 1-1; 1-2) referto | Stati Uniti | Tipsport Arena (1.222 spett.) |

| Liberec 29 dicembre 2007, ore 16:00 UTC+1 | Kazakistan | 0 – 5 (0-1; 0-2; 0-2) referto | Finlandia | Tipsport Arena (1.354 spett.) |

| Liberec 29 dicembre 2007, ore 20:00 UTC+1 | Russia | 2 – 3 (0-1; 1-0; 1-2) referto | Stati Uniti | Tipsport Arena (4.654 spett.) |

| Liberec 30 dicembre 2007, ore 18:00 UTC+1 | Svizzera | 1 – 3 (0-1; 0-1; 1-1) referto | Kazakistan | Tipsport Arena (513 spett.) |

| Liberec 31 dicembre 2007, ore 14:00 UTC+1 | Russia | 4 – 3 (1-1; 2-1; 1-1) referto | Svizzera | Tipsport Arena (551 spett.) |

| Liberec 31 dicembre 2007, ore 18:00 UTC+1 | Stati Uniti | 5 – 3 (2-0; 3-0; 0-3) referto | Finlandia | Tipsport Arena (1.133 spett.) |

| Pos. |             | PG | V | VOT | POT | P | GF | GS | DR | Pt | Accede a             |
| 1.   | Stati Uniti | 4  | 4 | 0   | 0   | 0 | 17 | 8  | +9 | 12 | Semifinali           |
| 2.   | Russia      | 4  | 3 | 0   | 0   | 1 | 18 | 14 | +4 | 9  | Quarti di finale     |
| 3.   | Finlandia   | 4  | 1 | 1   | 0   | 2 | 16 | 15 | +1 | 5  | Quarti di finale     |
| 4.   | Kazakistan  | 4  | 1 | 0   | 0   | 3 | 8  | 15 | -7 | 3  | Girone Retrocessione |
| 5.   | Svizzera    | 4  | 0 | 0   | 1   | 3 | 9  | 15 | -6 | 1  | Girone Retrocessione |

### Girone per non retrocedere
Le ultime due classificate di ogni raggruppamento si sfidano in un girone all'italiana di sola andata. Le prime due classificate guadagnano la permanenza nel Gruppo A, mentre le ultime vengono retrocesse in Prima Divisione. Le sfide tra squadre provenienti dallo stesso girone si disputano, ma tutte le squadre ereditano i punti e la differenza reti delle partite precedentemente giocate. Pertanto Slovacchia e Kazakistan partono da 3 punti in virtù delle vittorie rispettivamente su Danimarca e Svizzera.
| Liberec 2 gennaio 2008, ore 16:00 UTC+1 | Slovacchia | 5 – 2 (1-0; 2-0; 2-2) referto | Svizzera | Tipsport Arena (564 spett.) |

| Liberec 2 gennaio 2008, ore 20:00 UTC+1 | Kazakistan | 6 – 3 (1-0; 2-2; 3-1) referto | Danimarca | Tipsport Arena (149 spett.) |

| Liberec 3 gennaio 2008, ore 16:00 UTC+1 | Svizzera | 5 – 2 (1-1; 2-1; 2-0) referto | Danimarca | Tipsport Arena (251 spett.) |

| Liberec 3 gennaio 2008, ore 20:00 UTC+1 | Slovacchia | 8 – 0 (4-0; 3-0; 1-0) referto | Kazakistan | Tipsport Arena (359 spett.) |

| Pos. |            | PG | V | VOT | POT | P | GF | GS | DR  | Pt |
| 1.   | Slovacchia | 3  | 3 | 0   | 0   | 0 | 17 | 5  | +12 | 9  |
| 2.   | Kazakistan | 3  | 2 | 0   | 0   | 1 | 9  | 12 | -3  | 6  |
| 3.   | Svizzera   | 3  | 1 | 0   | 0   | 2 | 8  | 10 | -2  | 3  |
| 4.   | Danimarca  | 3  | 0 | 0   | 0   | 3 | 8  | 15 | -7  | 0  |

### Fase ad eliminazione diretta
|  | Quarti di finale | Quarti di finale | Quarti di finale |  |  | Semifinali | Semifinali  | Semifinali |  |  | Finali          | Finali          | Finali          |
|  |                  |                  |                  |  |  |            |             |            |  |  |                 |                 |                 |
|  |                  |                  |                  |  |  | A1         | Svezia      | 2          |  |  |                 |                 |                 |
|  | B2               | Russia           | 4                |  |  | B2         | Russia      | 1          |  |  |                 |                 |                 |
|  | A3               | Rep. Ceca        | 1                |  |  |            |             |            |  |  | A1              | Svezia          | 2               |
|  |                  |                  |                  |  |  |            |             |            |  |  | A2              | Canada          | 3               |
|  |                  |                  |                  |  |  | B1         | Stati Uniti | 1          |  |  |                 |                 |                 |
|  | A2               | Canada           | 4                |  |  | A2         | Canada      | 4          |  |  | Finale 3° posto | Finale 3° posto | Finale 3° posto |
|  | B3               | Finlandia        | 2                |  |  |            |             |            |  |  | B1              | Stati Uniti     | 2               |
|  |                  |                  |                  |  |  |            |             |            |  |  | B2              | Russia          | 4               |

#### Quarti di finale
| Pardubice 2 gennaio 2008, ore 16:00 UTC+1 | Canada | 4 – 2 (0-1; 1-0; 3-1) referto | Finlandia | ČEZ Arena (5.187 spett.) |

| Pardubice 2 gennaio 2008, ore 20:00 | Russia | 4 – 1 (0-0; 3-1; 1-0) referto | Rep. Ceca | ČEZ Arena (8.420 spett.) |

#### Semifinali
| Pardubice 4 gennaio 2008, ore 16:00 UTC+1 | Svezia | 2 – 1 (d.t.s.) (0-0; 0-1; 1-0) referto | Russia | ČEZ Arena (3.286 spett.) |

| Pardubice 4 gennaio 2008, ore 20:00 UTC+1 | Stati Uniti | 1 – 4 (0-0; 0-2; 1-2) referto | Canada | ČEZ Arena (5.621 spett.) |

#### Finale per il 5º posto
| Pardubice 3 gennaio 2008, ore 18:00 UTC+1 | Rep. Ceca | 5 – 1 (0-1; 3-0; 2-0) referto | Finlandia | ČEZ Arena (483 spett.) |

#### Finale per il 3º posto
| Pardubice 5 gennaio 2008, ore 16:00 UTC+1 | Stati Uniti | 2 – 4 (0-3; 1-1; 1-0) referto | Russia | ČEZ Arena (5.468 spett.) |

#### Finale
| Pardubice 5 gennaio 2008, ore 20:00 UTC+1 | Svezia | 2 – 3 (d.t.s.) (0-2; 0-0; 2-0) referto | Canada | ČEZ Arena (7.480 spett.) |

### Classifica marcatori
| Giocatore          | PG | G | A | Pt | +/- | MP |
| ------------------ | -- | - | - | -- | --- | -- |
| James van Riemsdyk | 6  | 5 | 6 | 11 | +4  | 2  |
| Nikita Filatov     | 7  | 4 | 5 | 9  | +7  | 10 |
| Marek Slovák       | 6  | 2 | 7 | 9  | +2  | 12 |
| Kyle Turris        | 7  | 4 | 4 | 8  | +3  | 2  |
| Arnaud Jacquemet   | 6  | 2 | 6 | 8  | +1  | 4  |
| David Skokan       | 6  | 2 | 6 | 8  | +1  | 6  |
| Jordan Schroeder   | 6  | 1 | 7 | 8  | +1  | 2  |
| Yevgeni Rymarev    | 6  | 6 | 1 | 7  | +2  | 0  |
| Colin Wilson       | 6  | 6 | 1 | 7  | +2  | 4  |
| Robin Figren       | 6  | 5 | 2 | 7  | +4  | 2  |

### Classifica portieri
| Giocatore         | Min    | TC  | GS | SO | MGS  | Sv%   |
| ----------------- | ------ | --- | -- | -- | ---- | ----- |
| Steve Mason       | 303:36 | 123 | 6  | 1  | 1.19 | 95.12 |
| Július Hudáček    | 359:08 | 202 | 16 | 1  | 2.67 | 92.08 |
| Sergej Bobrovskij | 366:07 | 184 | 15 | 0  | 2.46 | 91.85 |
| Michal Neuvirth   | 240:00 | 111 | 10 | 0  | 2.50 | 90.99 |
| Jhonas Enroth     | 308:56 | 126 | 12 | 0  | 2.33 | 90.48 |

### Classifica finale
| Pos | Squadra     |
| --- | ----------- |
| 1   | Canada      |
| 2   | Svezia      |
| 3   | Russia      |
| 4   | Stati Uniti |
| 5   | Rep. Ceca   |
| 6   | Finlandia   |
| 7   | Slovacchia  |
| 8   | Kazakistan  |
| 9   | Svizzera    |
| 10  | Danimarca   |

| Promosse nel Gruppo A:         | Germania | Lettonia  |
| Retrocesse in Prima Divisione: | Svizzera | Danimarca |

#### Riconoscimenti
Riconoscimenti individuali
| Premio                  | Giocatore       |
| ----------------------- | --------------- |
| Miglior giocatore (MVP) | Steve Mason     |
| Miglior portiere        | Steve Mason     |
| Miglior difensore       | Drew Doughty    |
| Miglior attaccante      | Viktor Tichonov |

All-Star Team
| Attacco:  | Patrik Berglund – Viktor Tichonov – James van Riemsdyk |
| Difesa:   | Victor Hedman – Drew Doughty                           |
| Portiere: | Steve Mason                                            |

## Prima Divisione
Il Campionato di Prima Divisione si è svolto in due gironi all'italiana. Il Gruppo A ha giocato a Bad Tölz, in Germania, fra il 9 e il 15 dicembre 2007. Il Gruppo B ha giocato a Riga, in Lettonia, fra il 12 e il 18 dicembre 2007:

### Gruppo A
| Pos. |          | PG | V | VOT | POT | P | GF | GS | DR  | Pt |
| 1.   | Germania | 5  | 5 | 0   | 0   | 0 | 42 | 6  | +36 | 15 |
| 2.   | Austria  | 5  | 4 | 0   | 0   | 1 | 36 | 11 | +25 | 12 |
| 3.   | Norvegia | 5  | 3 | 0   | 0   | 2 | 19 | 16 | +3  | 9  |
| 4.   | Polonia  | 5  | 1 | 0   | 1   | 3 | 7  | 24 | -17 | 4  |
| 5.   | Ucraina  | 5  | 0 | 1   | 1   | 3 | 10 | 26 | -16 | 3  |
| 6.   | Lituania | 5  | 0 | 1   | 0   | 4 | 8  | 39 | -31 | 2  |

### Gruppo B
| Pos. |             | PG | V | VOT | POT | P | GF | GS | DR  | Pt |
| 1.   | Lettonia    | 5  | 4 | 0   | 0   | 1 | 28 | 9  | +19 | 12 |
| 2.   | Bielorussia | 5  | 4 | 0   | 0   | 1 | 21 | 8  | +13 | 12 |
| 3.   | Slovenia    | 5  | 3 | 1   | 0   | 1 | 17 | 8  | +9  | 11 |
| 4.   | Ungheria    | 5  | 2 | 0   | 0   | 3 | 17 | 21 | -4  | 6  |
| 5.   | Francia     | 5  | 1 | 0   | 0   | 4 | 14 | 29 | -15 | 3  |
| 6.   | Regno Unito | 5  | 0 | 0   | 1   | 4 | 8  | 30 | -22 | 1  |

| Promosse nel Gruppo A:           | Germania | Lettonia    |
| Retrocesse in Seconda Divisione: | Lituania | Regno Unito |

## Seconda Divisione
Il Campionato di Seconda Divisione si è svolto in due gironi all'italiana. Il Gruppo A ha giocato a Canazei, in Italia, fra il 9 e il 15 dicembre 2007. Il Gruppo B ha giocato a Tallinn, in Estonia, fra il 10 e il 16 dicembre 2007:

### Gruppo A
| Pos. |               | PG | V | VOT | POT | P | GF | GS | DR  | Pt |
| 1.   | Italia        | 5  | 5 | 0   | 0   | 0 | 37 | 8  | +29 | 15 |
| 2.   | Giappone      | 5  | 4 | 0   | 0   | 1 | 37 | 7  | +30 | 12 |
| 3.   | Corea del Sud | 5  | 3 | 0   | 0   | 2 | 18 | 11 | +7  | 9  |
| 4.   | Belgio        | 5  | 1 | 1   | 0   | 3 | 12 | 21 | -9  | 5  |
| 5.   | Romania       | 5  | 1 | 0   | 1   | 3 | 13 | 30 | -17 | 4  |
| 6.   | Islanda       | 5  | 0 | 0   | 0   | 5 | 7  | 47 | -40 | 0  |

### Gruppo B
| Pos. |             | PG | V | VOT | POT | P | GF | GS | DR  | Pt |
| 1.   | Estonia     | 5  | 4 | 1   | 0   | 0 | 35 | 8  | +27 | 14 |
| 2.   | Paesi Bassi | 5  | 4 | 0   | 1   | 0 | 36 | 5  | +31 | 13 |
| 3.   | Croazia     | 5  | 3 | 0   | 0   | 2 | 24 | 19 | +5  | 9  |
| 4.   | Spagna      | 5  | 2 | 0   | 0   | 3 | 24 | 27 | -3  | 6  |
| 5.   | Messico     | 5  | 1 | 0   | 0   | 4 | 8  | 27 | -19 | 3  |
| 6.   | Cina        | 5  | 0 | 0   | 0   | 5 | 8  | 49 | -41 | 0  |

| Promosse in Prima Divisione:   | Italia  | Estonia |
| Retrocesse in Terza Divisione: | Islanda | Cina    |

## Terza Divisione
Il Campionato di Terza Divisione si è svolto si è svolto in un unico girone all'italiana a Belgrado, in Serbia, fra il 16 e il 24 gennaio 2008:
| Pos. |               | PG | V | VOT | POT | P | GF | GS | DR  | Pt |
| 1.   | Nuova Zelanda | 6  | 6 | 0   | 0   | 0 | 66 | 15 | +51 | 18 |
| 2.   | Serbia        | 6  | 5 | 0   | 0   | 1 | 55 | 7  | +48 | 15 |
| 3.   | Armenia       | 6  | 4 | 0   | 0   | 2 | 47 | 23 | +24 | 12 |
| 4.   | Australia     | 6  | 3 | 0   | 0   | 3 | 44 | 23 | +21 | 9  |
| 5.   | Sudafrica     | 6  | 2 | 0   | 0   | 4 | 26 | 52 | -26 | 6  |
| 6.   | Turchia       | 6  | 1 | 0   | 0   | 5 | 18 | 62 | -44 | 3  |
| 7.   | Bulgaria      | 6  | 0 | 0   | 0   | 6 | 10 | 84 | -74 | 0  |

| Promosse in Seconda Divisione:      | Nuova Zelanda | Serbia |
| Retrocesse dalla Seconda Divisione: | Islanda       | Cina   |